# Stefan Uroš III. Dečanski

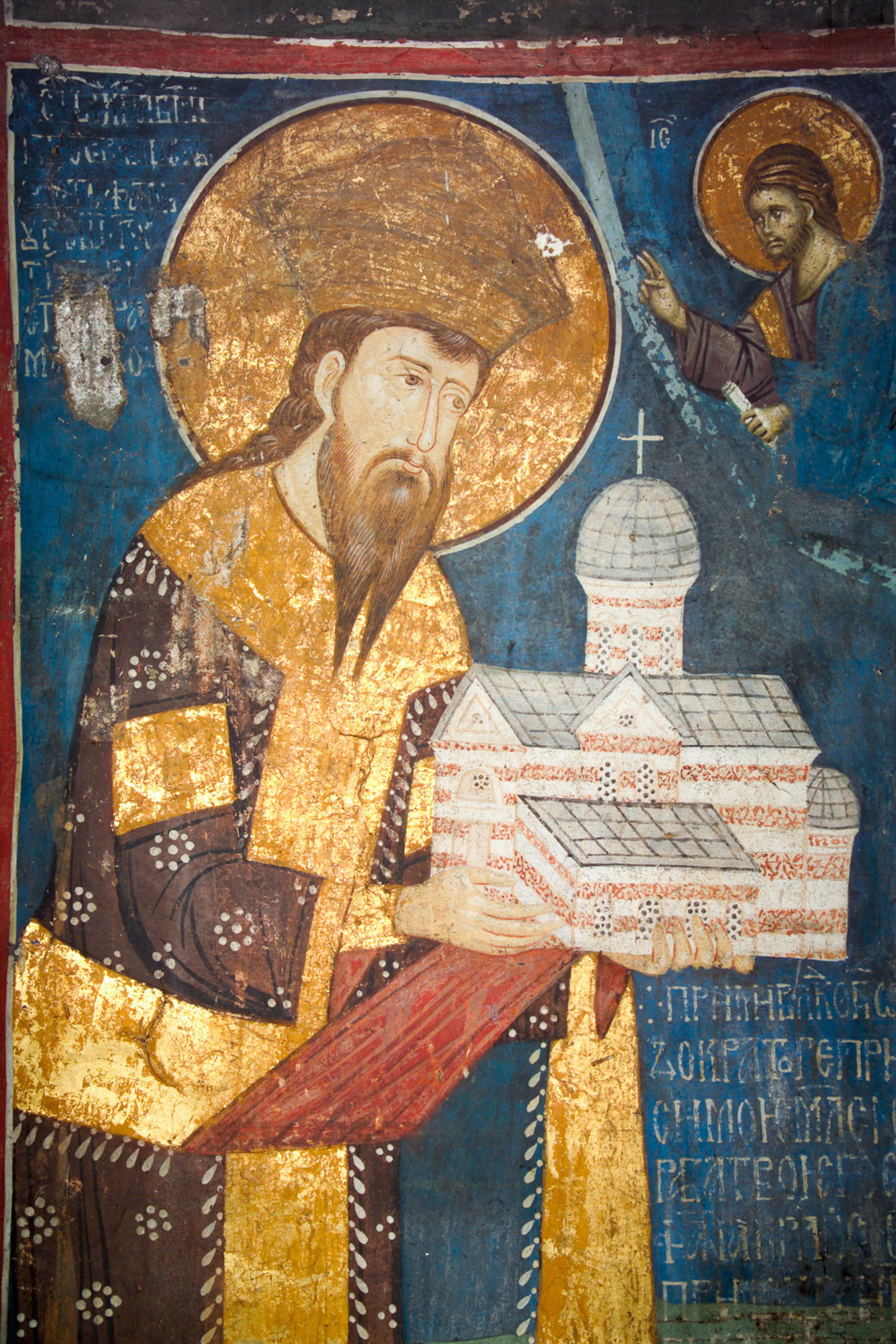
Stefan Dečanski als Stifter der Kirche von Dečani; Fresko, 14. Jahrhundert

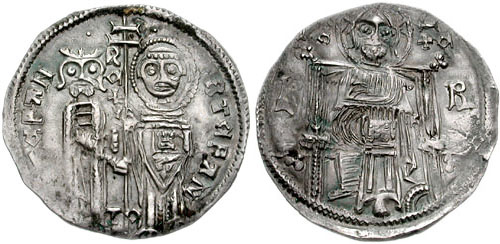
Münzen von Stefan Dečanski

Stefan Uroš III. Dečanski (serbisch-kyrillisch Стефан Урош III Дечански), (* um 1285; † 11. November 1331) aus der Dynastie der Nemanjiden (serbisch Nemanjići) war von 1321 bis 8. September 1331 König von Raszien.

## Leben
Stefan Uroš III. Dečanski war der Sohn von König Stefan Uroš II. Milutin und Anna Terter von Bulgarien. Seine Großeltern mütterlicherseits waren Zar Georgi I. Terter von Bulgarien und dessen Frau Kira-Maria Assenina, eine Schwester des bulgarischen Zaren Iwan Assen III.
In seiner Kindheit wurde Stefan Dečanski von seinem Vater als Geisel zu Kara Nogai Khan, dem Führer der Goldenen Horde, geschickt. Bei seiner Rückkehr wurde er Statthalter von Zeta. 1314 erhob sich Stefan, vom Adel dazu aufgestachelt, gegen seinen Vater. Von diesem nach Konstantinopel verbannt, sollte er dort geblendet werden. Wahrscheinlich verlor Stefan seine Sehkraft dabei nicht vollständig, musste jedoch ständig eine schwarze Binde über seinen Augen tragen.
1320 wurde ihm die Rückkehr nach Serbien erlaubt. Dort musste er sich gegen eine Reihe von Thronanwärtern durchsetzen, bevor er 1321 zum König gekrönt wurde. Er besiegte und tötete 1322 seinen Halbbruder Stefan Konstantin und schickte seinen Cousin Stefan Vladislav II. 1324 ins Exil nach Ungarn, nachdem er auch diesen besiegt hatte.
Die Thronanwärter erhielten ausländische Unterstützung und so sah sich der siegreiche serbische König einer Allianz aus Bulgarien und dem Byzantinischen Reich gegenüber. Der bulgarische Zar Michael III. Schischman ließ sich von Maria, der Schwester König Stefan Uroš II. scheiden und heiratete die byzantinische Prinzessin Theodora Palaiologina, die Witwe Theodor II. Svetoslavs und Schwester des byzantinischen Kaisers Andronikos III. Die Verbündeten sammelten im Jahre 1330 eine Armee für eine große Invasion in Serbien. In der Schlacht bei Welbaschd (heute Kjustendil) am 28. Juli 1330 schlug Stefan Uroš III. Dečanski die Bulgaren vernichtend. Nach der Schlacht geriet Bulgarien unter serbischen Einfluss. Stefan Uroš III. machte seinen Neffen Iwan Stephan, einen Sohn des bei der Schlacht ums Leben gekommenen Zaren Michael III. Schischman, zum neuen bulgarischen Herrscher. Damit gelang Serbien der endgültige Aufstieg zur regionalen Großmacht.
Unzufrieden mit seiner Politik, konspirierten einige Höflinge gegen ihn, um seinen Sohn Stefan Uroš IV. Dušan auf den Thron zu setzen. Der Grund war einerseits die Expansionslust des Hochadels, während Stefan Uroš III. an weiteren Eroberungen nicht interessiert war (so lehnte er nach der Schlacht bei Welbaschd die bulgarische Kaiserkrone ab), andererseits hatte Stefan angeblich vor, seinen Sohn aus zweiter Ehe mit der byzantinischen Prinzessin Maria Palaiologina, Simeon Uroš, zum Thronfolger zu bestimmen, um so die Beziehungen Serbiens und Byzanzs zu festigen. Dušan und der Hochadel überraschten Stefan Uroš III. mit einer List und hielten ihn in der Burg von Zvečan gefangen. Stefan Uroš III. Dečanski kam am 11. November 1331 entweder bei einem Fluchtversuch ums Leben, oder er starb eines gewaltsamen Todes durch Strangulation (für den zweiten Fall ist nicht geklärt, wie weit sein Sohn Dušan in diese Pläne eingeweiht war).
Stefans erste Ehefrau war Theodora, die Tochter des Zaren Smilez von Bulgarien. In zweiter Ehe war er mit der byzantinischen Prinzessin Maria Palaiologina, der Tochter des Prinzen Johannes Palaiologos-Komnenos und Enkelin des Großlogotheten Theodoros Metochites verheiratet.
Die serbisch-orthodoxe Kirche sprach Stefan Uroš III. heilig. Sein Festtag ist der 24. November.
Die Kirche Hl. Großmärtyrer Stefan Dečanski (Szigetcsép) ist ihm gewidmet.

## Werk
Stefan Uroš III. Dečanskis größtes Werk war der Bau des Klosters Visoki Dečani, nach dem er im Nachhinein den Namenszusatz „Dečanski“ erhielt. Heute ist das Kloster mit dem Grab Stefans das Zentrum des Kultes um den Heiligen Stefan Uroš III. Dečanski.